# Аль-Муддассир
Аль-Муддассир (араб. المدثر — Завернувшийся) — семьдесят четвертая сура Корана. Сура мекканская. Ниспослана между сурами Аль-Муззаммиль  и Аль-Фатиха. Состоит из 56 аятов.

## Содержание
В суре содержится призыв к посланнику Аллаха увещевать свой народ, превозносить Аллаха Всевышнего и удерживаться от того, что не подобает ему. В ней также рассказывается о трубном гласе и о том, что наказание неверных будет очень мучительно. Подробно рассказывается о наказании в «сакаре» (адском огне). Далее говорится о верующих, повиновавшихся Аллаху, и о том, как они будут порицать грешников, спрашивая, что ввело их в «сакар».

О завернувшийся! ۝ Встань и предостерегай! ۝ Господа своего величай! ۝ Одежды свои очищай! ۝ Скверны (идолов) сторонись! ۝ Не оказывай милости, чтобы получить большее! ۝ Ради Господа твоего будь терпелив! ۝ Когда же протрубят в рог, ۝ то день тот будет Днём тяжким, ۝ нелёгким для неверующих. ۝ Оставь Меня с тем, кого Я сотворил одиноким, ۝ даровал ему большое богатство ۝ и сыновей, которые находились рядом с ним, ۝ и распростёр перед ним этот мир полностью. ۝ После всего этого он желает, чтобы Я добавил ему. ۝ Но нет! Он упрямо отрицает Наши знамения. ۝ Я возложу на него подъём (восхождение на гору в Аду). ۝ Он подумал и рассчитал. ۝ Да сгинет он! Как он рассчитал?! ۝ Да сгинет он ещё раз! Как он рассчитал?! ۝ Затем он задумался. ۝ Затем он нахмурился и насупился. ۝ Затем он повернулся спиной и возгордился ۝ и сказал: «Это - не что иное, как пересказанное колдовство. ۝ Это - не что иное, как слова человека».
—  74:1—25 (Кулиев)